# میلتیچوو
میلتیچوو (به صربی: Miletićevo) یک منطقهٔ مسکونی در صربستان است که در Plandište municipality واقع شده‌است. میلتیچوو ۴۹۷ نفر جمعیت دارد و ۷۵ متر بالاتر از سطح دریا واقع شده‌است.